# Tetramethylsuccinnitril
Tetramethylsuccinnitril ist eine chemische Verbindung aus der Gruppe der Nitrile.

## Vorkommen
Tetramethylsuccinnitril entsteht zum Beispiel bei Hitzeeinwirkung aus Bernsteinharz (Succinatharz). Solange Azobis(isobutyronitril) (AIBN) noch als Initiator für die Polymerisation verwendet wurde, kam es auch in geringen Mengen in PVC vor.

## Gewinnung und Darstellung
Tetramethylsuccinnitril kann aus 2,2′-Azobis(isobutyronitril) gewonnen werden.
{\displaystyle \mathrm {(NC(CH_{3})_{2}CN)_{2}\longrightarrow (C(CH_{3})_{2}CN)_{2}+N_{2}} }

## Eigenschaften
Tetramethylsuccinnitril ist ein kristalliner farb- und geruchloser Feststoff, der praktisch unlöslich in Wasser ist. Er zersetzt sich bei Erhitzung, wobei Stickoxide und Cyanide entstehen.

## Verwendung
Tetramethylsuccinnitril wird als Bindemittel von Tonern verwendet.

## Sicherheitshinweise
Tetramethylsuccinitril ist akut oral, dermal und inhalativ giftig und führt zu zentralnervösen Vergiftungssymptomen. Es reizt die Augen wenig und die Haut nicht.